# Cmentarz żydowski w Krakowcu
Cmentarz żydowski w Krakowcu – kirkut służący niegdyś żydowskiej społeczności Krakowca i okolicznych miejscowości. Cmentarz znajduje się w południowo-zachodniej części miejscowości. Nie wiadomo kiedy dokładnie powstał. Jego obecny stan zachowania jest nieznany.